# 中山政義
中山 政義（なかやま まさよし、1956年 - ）は、日本の法学者。二松學舍大学国際政治経済学部国際政治経済学科教授。2023年度には学長も務めた。

## 経歴
日本大学法学部に学び、1979年に政治経済学科を卒業し、翌1980年には法学専攻科を修了した。1988年5月、アメリカ合衆国カリフォルニア州のアームストロング大学 (Armstrong University) 大学院国際経営専攻修士課程を修了し、MBAを取得した。
1989年に二松學舍大学専任講師となり、1991年に国際政治経済学部助教授、1996年に教授へと昇任し、2015年から2021年まで国際政治経済学部長と大学院国際政治経済学研究科長を兼任した。2019年に副学長となり、2023年4月には学長となったが、後述の研究不正疑惑を受け、9月に学長職を辞任した。

## 研究不正問題
2023年4月、中山の著書や論文等7点に関して研究不正の疑いがあるとする通報が大学に寄せられた。
2023年6月には、これに関連し、『法学―法の世界に学ぶ―』（成文堂、2017年刊行、2023年改訂）の中山の分担執筆部分について、『判例・事例でまなぶ消費者法』（有斐閣、1994年）の記述との酷似が指摘されていることが報道された。
2023年9月には、疑惑に関する調査委員会が設けられ、中山は学長職を辞任した。
2024年2月、調査委員会は、指摘された案件のうち1件について盗用を認定した。中山が1988年に発表した論文「アメリカ会社法における自己株式取得に関する考察」に、他の研究者が1970年に発表した論文からの盗用が6か所認められたとされた。調査委員会は、「真摯に研究活動に取り組むほかの研究者への影響を考えると許されるものではない」としつつ、悪質性は低いとする判断を公表した。また、他の論文等についても「存在しない可能性が極めて高い」と指摘した。
2024年8月、大学は中山に対し、懲戒処分として減給を行うことを公表したが、減給額や期間は公表されなかった。

## おもな業績

### 共著
- （土屋茂、長谷川日出世との共著）法に学ぶ世界、高文堂出版社、1997年
- （長谷川日出世、土屋茂との共著）市民生活と法、高文堂出版社、2005年
- （長谷川日出世、土屋茂との共著）やさしい法の学び方、成文堂、2007年
- （土屋茂、長谷川日出世、高岸直樹との共著）法学：法の世界に学ぶ、成文堂、2017年
  - （土屋茂、長谷川日出世、高岸直樹、関沢修子、大塚敬子との共著）法学：法の世界に学ぶ 改訂版、成文堂、2023年